# Сазъелга
Сазъелга (устар. Саз-Елга, Су-Елга) — река в России, протекает по границе Пономарёвского и Красногвардейского районов Оренбургской области. Устье реки находится в 30 км по правому берегу реки Турганник в окрестностях села Утеево. Длина реки составляет 15 км. Площадь водосборного бассейна — 104 км².

## Данные водного реестра
По данным государственного водного реестра России относится к Нижневолжскому бассейновому округу, водохозяйственный участок реки — Самара от Сорочинского гидроузла до водомерного поста у села Елшанка. Речной бассейн реки — Волга от верховий Куйбышевского вдхр. до впадения в Каспий.
Код объекта в государственном водном реестре — 11010001012112100006938.